# (574372) 2010 JO179
2010 JO179, também escrito como 2010 JO179, é um objeto transnetuniano que está em uma ressonância orbital de 5:21 com o planeta Netuno. Ele possui uma magnitude absoluta de 3,98 e tem um diâmetro estimado de 702 km. O astrônomo Mike Brown lista este objeto em sua página na internet como um candidato a possível planeta anão.

## Descoberta
2010 JO179 foi descoberto em 10 de maio de 2010 pelo Pan-STARRS 1.

## Órbita
A órbita de 2010 JO179 tem uma excentricidade de 0,502 e possui um semieixo maior de 79,283 UA. O seu periélio leva o mesmo a uma distância de 39,520 UA em relação ao Sol e seu afélio a 119 UA.